# Åmänningevägen

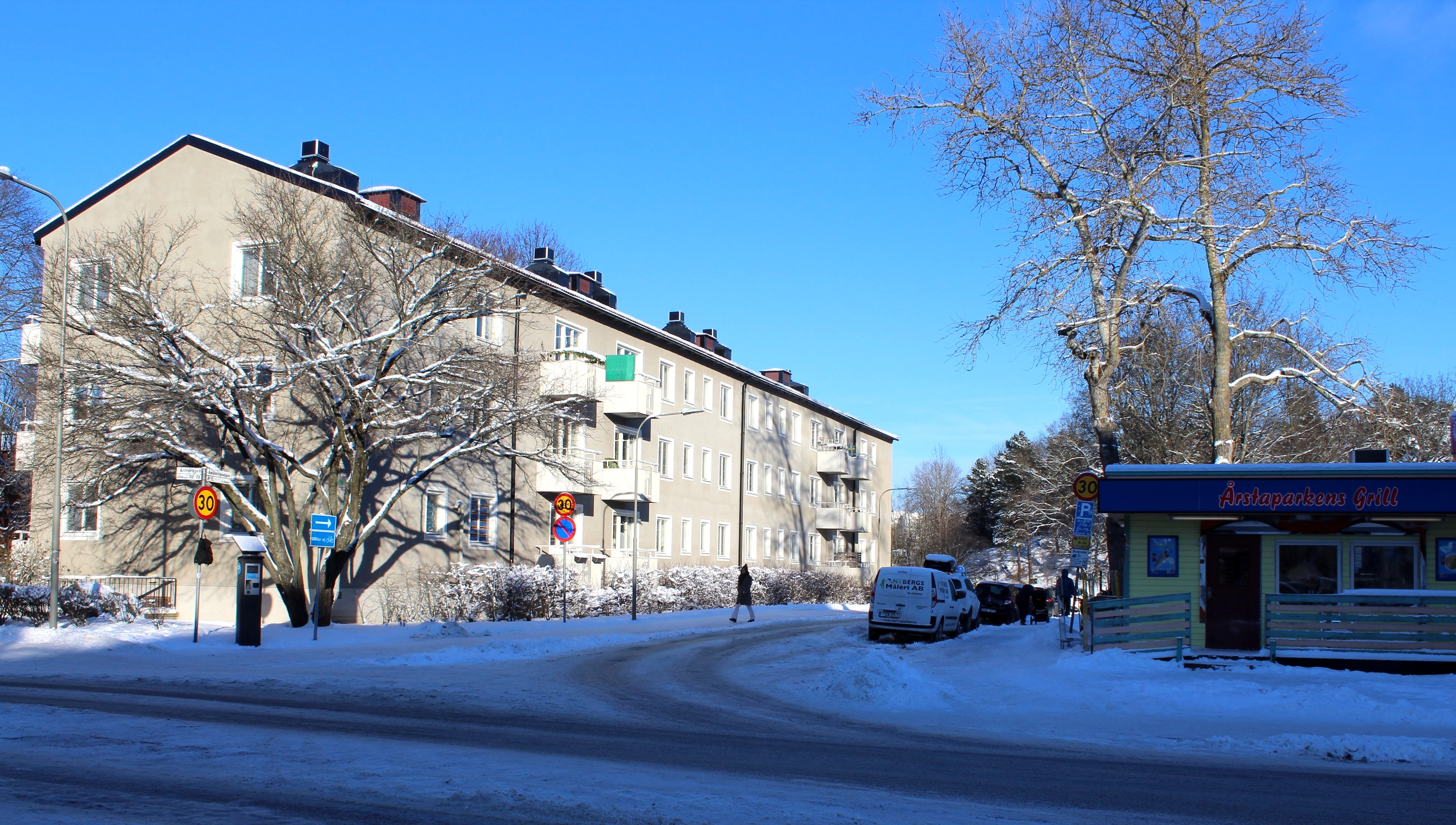
Åmänningevägens norra del med Årstaparkens grill.

Åmänningevägen är en gata i stadsdelen Årsta i Söderort inom Stockholms kommun. Gatan sträcker sig från Årstabergsvägen i väst till Bränningevägen i nordost. Åmänningevägen korsar bland annat Siljansvägen och Årstavägen. Storsjöparken och Årstafruns park ligger intill gatan. Buss 168 trafikerar gatan och i anslutning till Åmänningevägen färdas tvärbanan. Tvärbanans och bussens hållplats vid Åmänningevägen heter Årstafältet.     